# Diego Simonet
Diego Esteban Simonet (født 26. december 1989) er en argentinsk håndboldspiller. Han spiller for Montpellier og argentinske landshold.
Han konkurrerede ved VM i håndbold 2011 i Sverige, i Sommer-OL 2012 i London, ved VM i håndbold 2013 i Spanien og ved VM i håndbold 2015 i Qatar. 
Med Argentinas nationale håndboldhold, vandt han seks kontinentale mesterskaber (2000, 2002, 2004, 2010, 2012 og 2014), som den bedste håndboldhold i Amerika.